# Macrodontia
Macrodontia — род крупных жуков из семейства Усачи, распространённых в Южной Америке от Гватемалы до Аргентины.

## Виды
Известно 11 видов.
- Macrodontia batesi Lameere, 1912
- Macrodontia castroi Marazzi, 2008
- Macrodontia cervicornis (Linnaeus, 1758)
- Macrodontia crenata (Olivier, 1795)
- Macrodontia dejeani Gory, 1839
- Macrodontia flavipennis Chevrolat, 1833
- Macrodontia itayensis Simoëns, 2006
- Macrodontia jolyi Bleuzen, 1994
- Macrodontia marechali Bleuzen, 1990
- Macrodontia mathani Pouillaude, 1915
- Macrodontia zischkai Tippmann, 1960